# 이브라힘 루고바

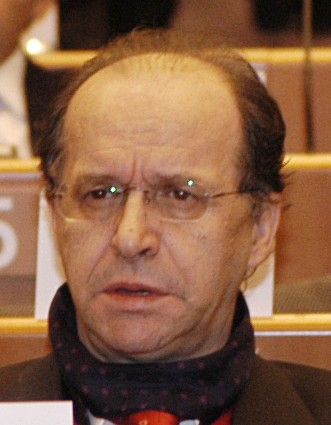

이브라힘 루고바(알바니아어: Ibrahim Rugova, 1944년 12월 2일 ~ 2006년 1월 21일)는 코소보의 정치인, 학자, 작가로 1992년부터 2000년까지 코소바 공화국의 대통령을, 2002년부터 2006년까지 코소보의 대통령을 지냈다. 코소보 전쟁 중 유고슬라비아의 지배에 대항하는 민중 항쟁과 비폭력 투쟁을 주도했으며, 미국과 유럽의 지지를 받았다. 코소보 역사에 족적을 남긴 그의 역할 덕에 "조국의 아버지", "발칸의 간디"로 불린다.
1989년 민주동맹(LDK)을 창당했으며, 코소보 내 알바니아계 90%의 지지를 얻어 평화적인 독립을 추구했다. 예비 내각을 구성해 코소보 알바니아인들을 위한 교육, 복지제도를 확충했으며, 이로서 사실상의 독립국을 설립했다. 1992년 5월 코소바 공화국의 대통령으로 선출되었으며, 2002년 3월 국제 연합 계획에 따라 코소보의 대통령으로 선출되었다. 2006년 1월 서거할 때까지 재직했으며, 사후 코소보의 영웅으로 선언되었다.

## 같이 보기
- 코소보 민주동맹
- 코소보 해방군